# 川、いつか海へ 6つの愛の物語
『川、いつか海へ 6つの愛の物語』（かわ いつかうみへ 6つのあいのものがたり）は、NHK総合テレビジョンで2003年12月21日から12月26日まで、21:00 - 21:58（初回のみ20:00 - 20:59）に放送されたテレビドラマである。テレビ放送50年記念ドラマとして制作された。

## キャスト
括弧内は出演回。
- 海江田（本間）多実（1、5、6（回想））：深津絵里
- 幼少期の海江田多実（1、6）：志田未来
- 本間慎平（1、5、6）：ユースケ・サンタマリア
- 海江田遼子（1、5、6）：浅丘ルリ子[1]
- 海江田司郎（1、5、6）：森本レオ
- 田沼六郎（2、6（回想））：渡辺謙
- 田沼敏江（2、6（回想））：小林聡美
- 矢島忠（2、4、6（回想））：西田敏行
- 番頭・川北（2）：笹野高史
- 運転手・桑崎（2）：高橋克実
- 有田悦子（3、6（回想））：小泉今日子
- 有田正彦（3、6（回想））：柳葉敏郎
- 有田しのぶ（3、6（回想））：塚本璃子（現・成海璃子）
- 木谷吾一（3、6（回想））：椎名桔平
- 岡村公一（3、6（回想））：岡田慶太
- 岡村音吉（3）：光石研
- 田沼修（3、6（回想））：春山幹介
- 作次（3）：江良潤
- 中川（3）：田中要次
- 寺田（3）：真実一路
- 三村（3）：佐藤仁哉
- 部長（3）：上田耕一
- 課長（3）：斉藤暁
- 女の先生（3）：山下容莉枝
- 宗像栗子（4、6（回想））：観月ありさ[2]
- 桜井敏雄（4、6（回想））：香川照之
- 桜井すみ子（4）：磯野貴理子
- 島田進（4、6（回想））：筒井道隆
- 尾沼健伍（4、6（回想））：江守徹
- 尾沼初江（4）：高瀬春奈
- 尾沼の友人の演出家（4）：中尾彬
- 舞台監督・松阪（4）：森川正太
- 部下・茂村（4）：佐久間亮
- スタッフ（4）：井上智之
- 江原刑事（5）：渡辺哲
- 松本刑事（5）：大倉孝二
- 居酒屋店主（5）：山谷初男
- 竹之内（5）：豊嶋みのる　（現、豊嶋稔）
- （5）：西凛太郎（役柄不明）
- 沖山二郎（6）：奥田瑛二
- 佐伯和夫（6）：高杉亘
- 佐伯憐一（6）：井川比佐志
- 佐伯昌子（6）：土田ユミ
- 水木社長（6）：小沢昭一
- 増田エミ（6）：江波杏子
- 大坪（6）：石倉三郎
- 慎平の部下 斉藤（１、5）矢吹蓮
- ニュースアナウンサー（6）：中丸新将
- 女性事務員（6）：広岡由里子
- 小島（6）：新川蒋人
- 茶髪の漁師（6）：ポカスカジャン
- 田村（6）：田村元治
- 船頭（6）：玉川長太
- 男（6）：横山あきお

## スタッフ
括弧内は担当回。
- 脚本：野沢尚（1、5）、三谷幸喜（2、4）、倉本聰（3、6）
- 音楽：岩代太郎
- 演奏：東京都交響楽団
- ヴァイオリン演奏：矢部達哉（1）
- 劇中歌：『山唄』（1、6）（作詞・作曲：岩代浩一）
- オーボエ演奏：宮本文昭（2、6）
- チェロ演奏：長谷川陽子（3、6）
- 舞踊指導：若柳禄寿（2）
- 資料提供：浅野陽治（1）、小野英剛（1）
- 劇中劇：『ロミオとジュリエット』（4）（ウィリアム・シェークスピア作、小田島雄志訳）
- 撮影協力：青森県岩崎村（1）山梨県武川村（1）、千葉銚子市フィルムコミッション（1）、新潟県下田村（2）、静岡県静岡市（3）、静岡県中川根町（3）、福島県下郷町（3）、千葉県野田市（4）、福島県フィルムコミッション（5）、Jリーグ（5）、鹿島アントラーズ（5）、茨城県立カシマスタジアム（5）、千葉県和田町（6）、千葉県岬町（6）、栃木県足尾町（6）、カナダ西海岸ハイタ・クワイ（6）
- 取材：一木正恵
- 制作統括：菅康弘
- 演出：黛りんたろう（1、3、6）、清水一彦（2、4）、堀切園健太郎（5）